# Trygg-Hansa-huset

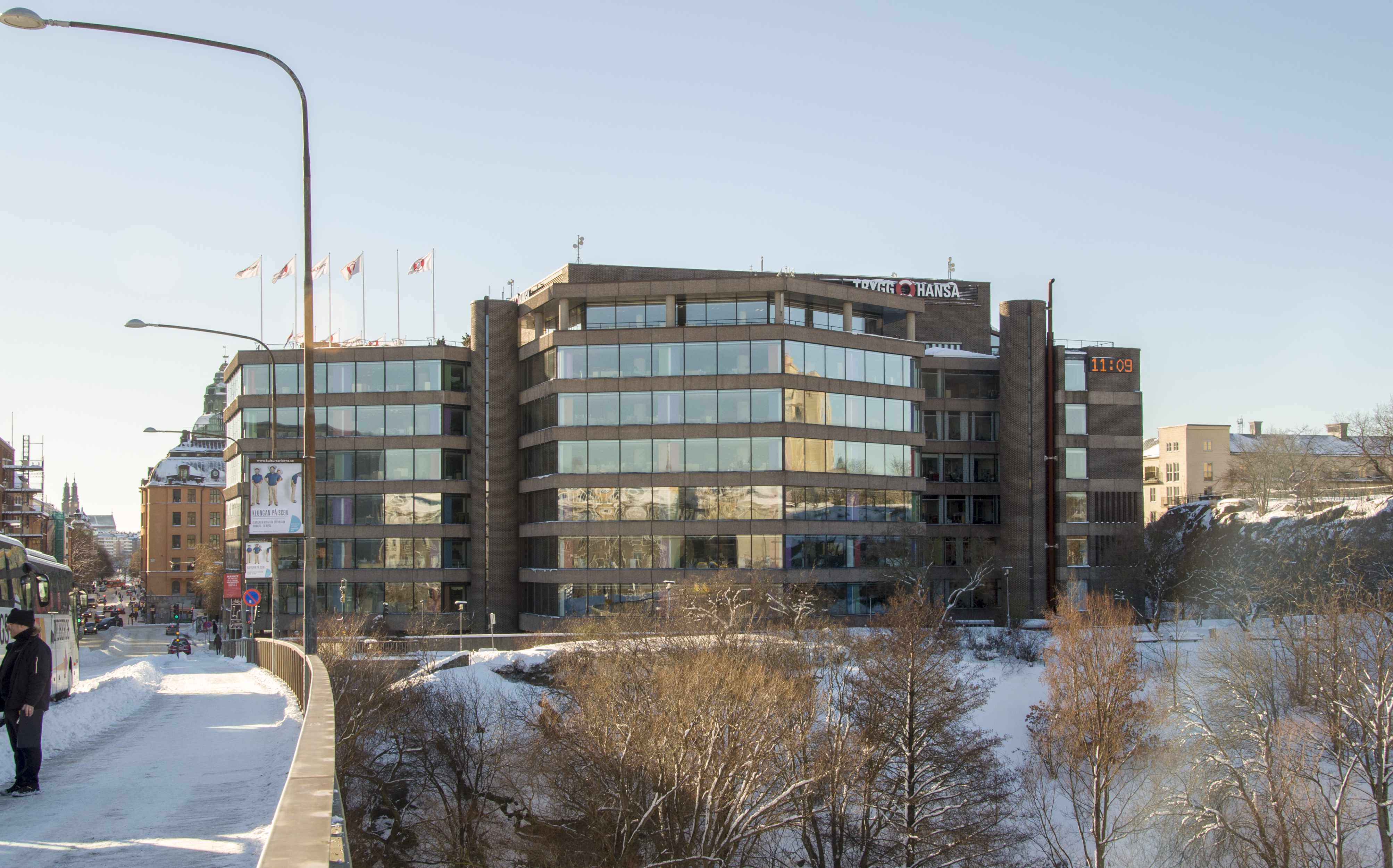
Trygg-Hansa-huset sett från Barnhusbron

Trygg-Hansa-huset är ett byggnadskomplex i kvarteret Brädstapeln (fastigheterna Brädstapeln 13, 15, 16) på Fleminggatan 18–20 på Kungsholmen i Stockholm, uppfört 1972–1977 som huvudkontor för den nybildade försäkringskoncernen Trygg-Hansa efter ritningar av Anders Tengbom och Stefan Salamon. Gårdens parkanläggning utfördes efter ritningar av stadsträdgårdsmästare Holger Blom.
Förutom Trygg-Hansa återfinns här bland annat Sydafrikas ambassad och ett Danske bank-kontor. Fram till april 2019 låg även Com Hems huvudkontor här.

## Arkitektur
Fastigheten består av en långsmal åtta våningar hög tegelbyggnad i väster, en glasbyggnad formad som tre hexagoner i nordost, en två våningar hög paviljong i sydost och parken mellan paviljongen och glashuset.
Utformningen av anläggningens tre byggnader av olika storlek och karaktär samt den sammanbindande parken är gestaltade med hög ambition i utförande och material. Man gjorde studier i USA där man kunde konstatera att öppna kontorslandskap kunde maximeras i effektivitet om de var sexkantiga.
Konstnärlig utsmyckning finns integrerad i både byggnaderna och parken och är i huvudsak bevarad i ursprungligt skick.

## Ombyggnadsplaner och kulturmärkning 2009

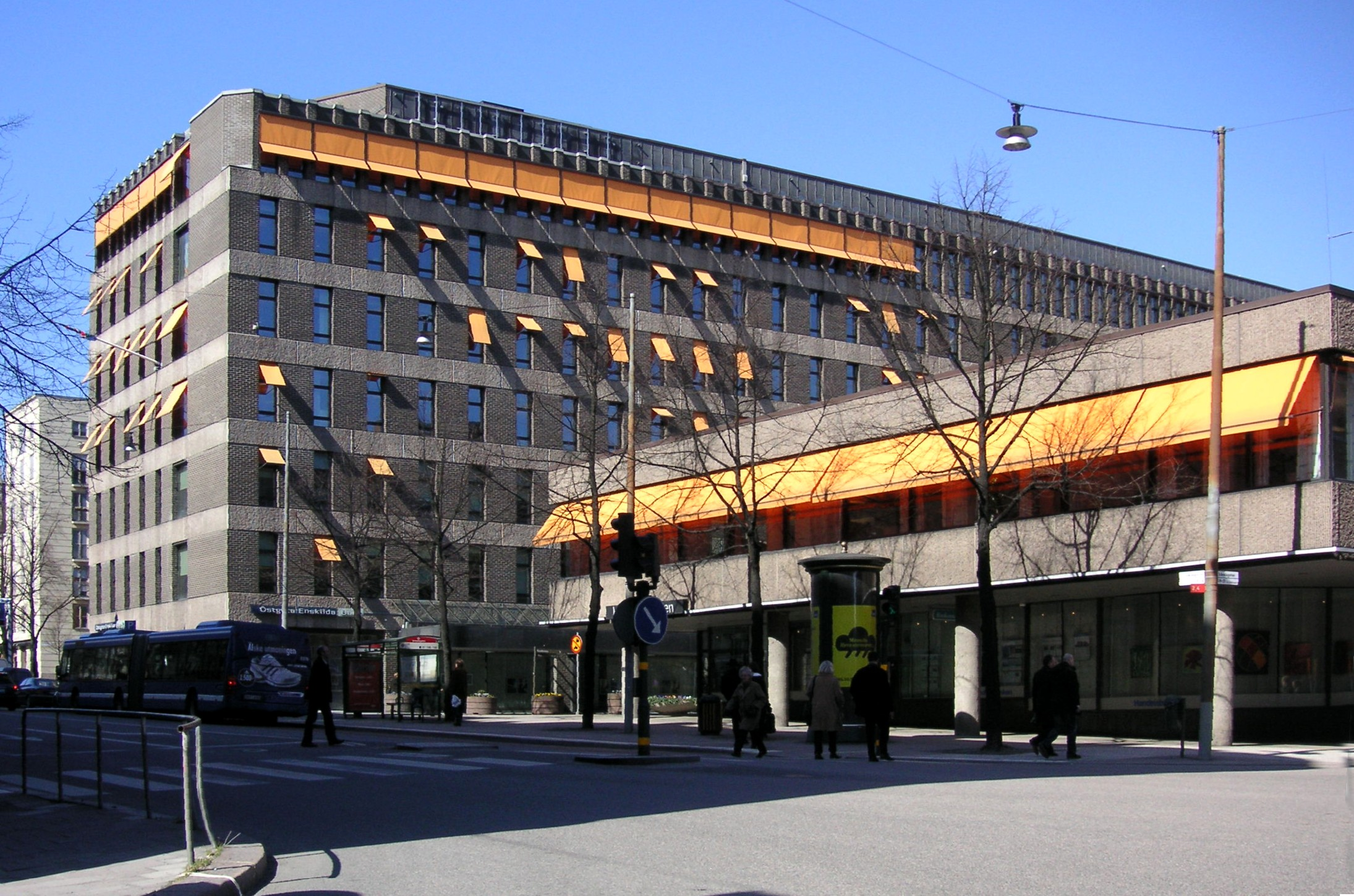
Paviljongsbyggnaden vid Fleminggatan 2008

Den 25 mars 2009 publicerade Stockholms stadsbyggnadskontor ett förslag om planläggning för ombyggnad av fastigheten, i syfte att förtäta fastigheten genom att riva paviljongsbyggnaden i hörnet av Fleminggatan och Scheelegatan och en del av trädgården för att uppföra ett nytt kontorshus där samt att bygga ut kontorshuset i kvarterets norra del.
Den 17 april kulturmärktes fastigheten med en blåklassning av Stockholms stadsmuseum, vilket är museets starkaste skyddsmärkning och innebär att byggnadens kulturhistoriska värde enligt stadsantikvariens utredning motsvarar fordringarna för byggnadsminnen i Kulturmiljölagen.
Trots blåklassningen beslutade stadens stadsbyggnadsnämnd sex dagar senare, den 23 april, oenigt att påbörja planarbete för ombyggnad i enlighet med stadsbyggnadskontorets förslag. I samband med beslutet publicerades ett särskilt uttalande av bland andra borgarrådet Kristina Alvendal (m), som kritiserade klassificeringen och även ifrågasatte kompetensen hos den egna expertinstansen:
| ” | I och med sin blåklassning av Trygg Hansa-huset har Stockholms stadsmuseum med all önskvärd tydlighet visat att deras klassningar degraderats i betydelse. Stadsbyggnadsnämnden kommer att bortse från denna och liknande ogenomtänkta klassningar framgent. | „ |
| – Kristina Alvendal (m), Anders Blom (m), Tomi Liljeqvist (m), Arne Fredholm (m), Per Hagwall (m) och Göran Oljeqvist (kd) | |   |

Alvendals underkännande av stadens egen expertinstans orsakade debatt, med skarpt formulerad kritik från bland annat Samfundet S:t Erik som kritiserade Alvendal för en 
| ”                    | ...skrämmande brist på insikt om den kompetens som behövs för att kunna värdera arkitektur och stadsplanering i ett långsiktigt perspektiv. | „ |
| – Samfundet S:t Erik | |   |

Allians- och borgarrådskollegan Madeleine Sjöstedt (fp) uttalade att hon hade fullt förtroende för Stadsmuseets arbete, som hon menade präglas av hög integritet. Sjöstedt kommenterade även att Stadsmuseets bedömningar styrs av Plan- och bygglagens krav på bevarande av värdefull bebyggelse.